# Setsu Ahayata
Setsu Ayahata (綾秦 節), née à Tokyo au Japon, est une spécialiste des nœuds et pliages de draperies.
En 1968, elle termine ses études de kimono classique à Sodo-Kimono Gakuin (École supérieure de kimono à Tokyo). Elle commence sa carrière dans le domaine en créant l’institut : « AYAHATA Kimono Culture center » et la boutique-galerie : « Tissus d'avant et d'aujourd’hui/AYAHATA » dans le centre-ville de Tokyo. Cela lui permet de donner plusieurs cours de kimono ainsi que des conseils sur l’art du kimono quand les visiteurs en ont besoin.
Pendant 25 ans, elle travaille également beaucoup dans le monde du cinéma, de la télévision et du journalisme. Mme Ayahata est une kimonoïste très renommée, surtout pour les grands acteurs ou les actrices des films de samouraïs.
Elle est en France depuis 2005 pour essayer de présenter le vrai monde du kimono en Europe.